# Erhard Milch
Erhard Milch (Wilhelmshaven, 30 marzo 1892 – Düsseldorf, 25 gennaio 1972) è stato un generale tedesco che supervisionò la formazione della Luftwaffe durante il riarmo tedesco conseguente alla prima guerra mondiale.

## Biografia

### Prima guerra mondiale
Erhard Milch nacque il 30 marzo 1892 a Wilhelmshaven da Anton Milch, farmacista nella Kaiserliche Marine, e Clara Rosenau.
Fu arruolato nell'esercito tedesco nel 1910, dove ricoprì il ruolo di sottotenente di artiglieria. In seguito fu trasferito nella Luftstreitkräfte, l'aeronautica militare dell'esercito, dove funse da osservatore aereo e da comandante del 6º gruppo caccia (Jagdgruppe 6) negli ultimi giorni di guerra (quando era già stato promosso capitano).

### Aeronautica civile e Luftwaffe
Milch si licenziò dall'esercito nel 1920 per iniziare a lavorare nell'aeronautica civile, e con il suo ex-commilitone Gotthard Sachsenberg, diede vita ad una piccola compagnia aerea a Danzica subordinata alla Lloyd Luftdienst, a sua volta riunita sotto la Norddeutscher Lloyd. La compagnia di Milch e Sachsenberg, che collegava Danzica ai Paesi baltici, fu da loro denominata "Lloyd Ostflug". Nel 1923, quando la Lloyd Luftdienst si fuse con una sua rivale per formare la Deutsche Aero Lloyd, Milch e Sachsenberg optarono per passare alle dipendenze della Junkers Luftverkehr dove tra l'altro Sachsenberg ricoprì la posizione di amministratore delegato fino al 1925, quando gli succedette Milch che, nel 1926, unì la sua azienda con la Deutsche Aero Lloyd diventando così di fatto il primo direttore della Deutsche LuftHansa (DLH), l'attuale Lufthansa.
Nel 1933, Milch entrò come segretario di Stato nel nuovo Reichsluftfahrtministerium (Ministero dell'Aria del Reich), chiamato da Hermann Göring. In questa nuova veste contribuì dapprima come responsabile agli armamenti, nonostante il vero mandante delle commesse militari fu Ernst Udet, alla nascita della Luftwaffe, manipolando in breve tempo l'industria aeronautica bellica a suo piacimento. In particolare, vietò al progettista Willy Messerschmitt di presentare un progetto per un nuovo aereo da caccia, fortunatamente Messerschmitt riuscì ad aggirare la messa al bando e il suo Bf 109 vinse la gara con i concorrenti. La posizione di Milch all'interno del ministero ne risentì negativamente, ma a Messerschmitt non fu permesso di acquisire la Bayerische Flugzeugwerke fino al luglio 1938.

### Dubbi sulla suapura razza ariana
Nel 1935, durante il periodo storico di approvazione ed applicazione delle leggi di Norimberga, Milch risultò indagato dalla Gestapo ed accusato di avere il padre ebreo. Lo stesso Göring intervenne in tale occasione e soffocò le indagini facendo firmare alla madre di Milch un foglio nel quale lei affermava sotto giuramento che il vero padre non era il marito Anton ma Karl Brauer, cioè lo zio. Se il padre di Erhard Milch fosse stato ufficialmente Anton, secondo la nuova legislazione sarebbe stato considerato un mezzosangue ebraico, cioè un Mischling. La questione fu a lungo controversa, anche in seguito ad un'intervista che Milch concesse a David Irving nel 1967, nella quale sostenne che sua madre Clara aveva una relazione incestuosa con suo zio Karl, ed Irving riportò questa storia nella biografia pubblicata nel 1970. Sembra tuttavia, alla luce di recenti ricerche, che Erhard fosse figlio biologico di Anton e Clara Milch, e che le dichiarazioni giurate del 1933 fossero state rese col solo fine di evitare una persecuzione razziale.

### Seconda guerra mondiale

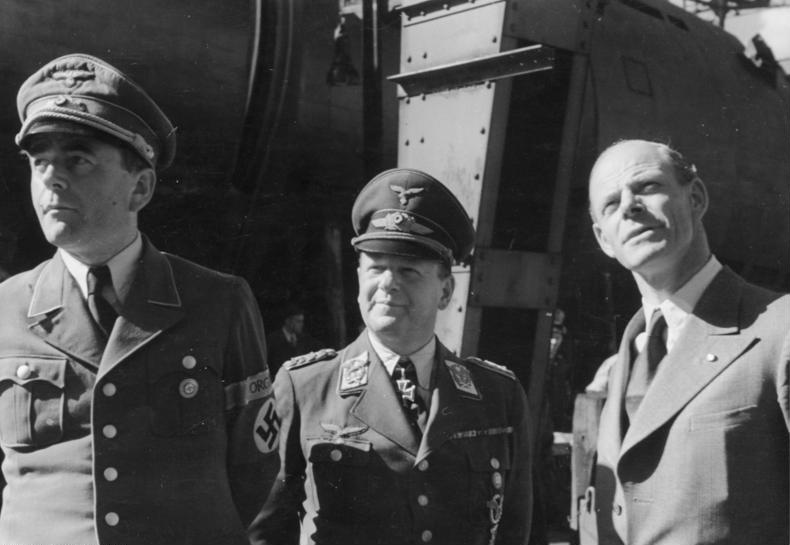
Milch (al centro) con il ministro degli armamenti Albert Speer (a sinistra) e il progettista Willy Messerschmitt

Quando iniziò la seconda guerra mondiale Milch, divenuto generale, fu al comando della Luftflotte 5 dal 12 aprile al 9 maggio 1940. Dopo la sconfitta della Francia fu promosso feldmaresciallo e nominato ispettore generale delle forze aeree. Milch in questo periodo fu anche a capo dei piani di produzione della Luftwaffe e i suoi errori condizionarono, negativamente e irrimediabilmente, la superiorità aerea tedesca nel corso della guerra: i frequenti ordini, emanati da Hitler, di cambiamento delle specifiche degli aerei fecero sì che aziende come quella di Messerschmitt incontrassero difficoltà a gestire la produzione, causando una diminuzione dei velivoli sfornati dalle fabbriche.
Quando Adolf Hitler si suicidò il 30 aprile 1945, Milch tentò la fuga ma il 4 maggio fu arrestato da un commando Alleato sulla costa baltica tedesca. Quando si presentò al comandante Derek Mills-Roberts, gli consegnò il suo bastone da feldmaresciallo, ma Roberts, che aveva visto gli orrori del campo di concentramento di Bergen-Belsen, glielo ruppe sulla testa.

## Processo a Norimberga
Il processo contro Milch (ufficialmente gli Stati Uniti d'America contro Erhard Milch) fu il secondo dei processi secondari di Norimberga, dopo quello ai dottori.
Il feldmaresciallo fu accusato il 14 novembre 1946 di aver commesso crimini di guerra e contro l'umanità.. Il giudice Michael Musmanno sintetizzò il tutto nei seguenti punti:
1. Erhard Milch è accusato di aver consapevolmente commesso crimini di guerra in quanto responsabile della schiavitù dei lavoratori nelle fabbriche e di aver volontariamente e consapevolmente usato i prigionieri di guerra durante le operazioni militari contrariamente a quanto previsto nel diritto militare internazionale e nel costume di condurre una guerra;
2. Milch è accusato di aver consapevolmente e volontariamente partecipato ad esperimenti medici fatali condotti su soggetti non consenzienti;
3. Come terza imputazione Milch è accusato di aver ricoperto un ruolo di responsabilità per quello che riguarda il lavoro in schiavitù e gli esperimenti medici, negli stessi modi citati nei precedenti due punti, su persone di nazionalità tedesca e non.

I giudici furono Robert Toms, Fitzroy Donald Phillips, Michael Musmanno e John Speight. Il capo della commissione d'accusa fu Telford Taylor mentre la difesa fu composta da Friedrich Bergold e Werner Milch (fratello di Erhard).
Erhard Milch si dichiarò innocente da tutte le accuse il 20 dicembre 1946. Il processo durò dal 2 gennaio al 17 aprile 1947, e vide Milch colpevole per i punti numero 1 e 3 con conseguente condanna all'ergastolo da scontare in una prigione vicino a Monaco di Baviera. La sentenza fu commutata dall'Alto Commissario per la Germania John McCloy a 15 anni di reclusione nel 1951, ma nel giugno 1954 fu rilasciato in libertà condizionale.
Durante il carcere, Milch presentò una domanda di Habeas corpus verso la Corte Suprema degli Stati Uniti (in pratica chiese di essere ricevuto), che però rigettò l'istanza con 4 voti favorevoli e 1 astenuto su un totale di 9 membri.
Erhard Milch trascorse il resto della sua vita a Düsseldorf, dove morì nel 1972.